# Stephenie LaGrossa
Stephenie LaGrossa-Ward nacida el 6 de diciembre de 1979 en Filadelfia es una concursante de 3 temporadas de Survivor, una de ellas Survivor: Palau donde estuvo en la tribu Ulong donde fue la última que quedó de su tribu pues esta no ganó ningún desafío de inmunidad, Stephenie fue eliminada algunos días más tarde de la fusión entre las tribus Ulong y Koror (Palau)
LaGrossa estuvo en la temporada siguiente de Survivor, Survivor: Guatemala, por haber sido tan popular en la temporada anterior. En Survivor: Guatemala fue finalista vencida por Danni Boatwright. Años más tarde participaría en la temporada 20 de Survivor: Heroes vs. Villains, como parte del equipo de los héroes.

## Vida personal
Es la menor de los hijos de Stephen y Marguerite LaGrossa y su única niña, su nombre es una variante de Stephanie, quedaría sacado del nombre de su padre. Creció en Glenolden (Pensilvania). Ella se graduó de Arzobispo(a) católica Prendergast High School en 1998, y ella fue a la Universidad Temple, antes de transferirse a la Universidad de Monmouth en West Long Branch, Nueva Jersey. Fue una jugadora de lacrosse la capitana del equipo en su último año en Monmouth. Obtuvo una licenciatura en Ciencias de grado en administración de empresas con concentración en la comercialización y la gestión. 
Stephenie es una exrepresentante de ventas para una empresa de ventas de productos farmacéuticos y en la actualidad modelos y hace apariciones personales. El 7 de julio de 2006 se casó con Michael, novio de mucho tiempo en Seaside Heights, Nueva Jersey, la misma ciudad donde se reunió originalmente. La pareja vive actualmente en Toms River, Nueva Jersey. El 13 de septiembre de 2006 fue nombrada en Philadelphia Flyers anfitriona para todos los juegos de su casa para la temporada 2006-07. 
LaGrossa sirve de portavoz de modelo para 2bBrazil Swimear y Easy Straight Line para Haime Munoz . Ella también ha aparecido como invitada de la guía de canales de televisión, actuó en la telenovela Luz. y ha aperecido en diversas revistas como Us Weekly y In Touch, junto a otras apariciones de la TV y la radio como Opie y Anthony. También es una de los blogueros en la página web oficial de Survivor segmento titulado "Los sobrevivientes Strike Back".
- Datos: Q4923651